# Úpohlavy
Úpohlavy (deutsch Opolau) ist eine Gemeinde in Tschechien.

## Geographie
Sie liegt in 175 m ü. M. vier Kilometer südöstlich der Stadt Třebenice im Böhmischen Mittelgebirge und gehört zum Okres Litoměřice. Das Dorf an der Eisenbahnstrecke Lovosice – Louny befindet sich rechtsseitig einer Flussbiegung der Modla (Model) auf der Hasenburger Tafel.

## Geschichte
Urnenfunde deuten auf eine frühzeitliche Besiedlung hin.
Chodovlice wurde 1227 in einem Besitzverzeichnis des Klosters St. Georg in Prag als Glupoglavi erstmals erwähnt. 
Opolau gehörte seit dem 18. Jahrhundert bis zur Ablösung der Patrimonialherrschaften zur Herrschaft Tschischkowitz. 1880 eröffnete im Dorf eine Einklassenschule, bis dahin waren die Kinder nach Trebnitz eingeschult. Von 1911 an erfolgte der Beginn des zweiklassigen Schulbetriebs.

## Sehenswürdigkeiten
Auf dem Dorfplatz steht die barocke Dreifaltigkeitskapelle mit einem Glockenturm. An der Kapelle ist eine Sonnenuhr angebracht, die bei Dunkelheit angestrahlt wird. Außerdem befindet sich in Úpohlavy ein Denkmal für die Gefallenen des Ersten Weltkrieges.
Zwei Kilometer westlich des Dorfes, auf halbem Wege flussaufwärts nach Chodovlice, liegt an der Modla die Wiesenmühle (Lucký mlýn). Die von alten Bäumen umgebene Mühle ist eine der wenigen erhaltenen Wassermühlen an dem Flüsschen. Die herrschaftliche Mühle der Zajíc von Hasenburg wurde 1695 an Jan Šašek verkauft und ist seither im Besitz der Familie Šašek. Das historische Gebäudeensemble wurde um 2000 saniert.